# توماس بيشوب
توماس بيشوب (بالإنجليزية: Thomas Bishop)‏ هو مجدف بريطاني، ولد في 8 أبريل 1947.

## وصلات خارجية
- توماس بيشوب على موقع الاتحاد الدولي للتجديف (الإنجليزية)
- توماس بيشوب على موقع أوليمبيديا (الإنجليزية)
- توماس بيشوب على موقع اللجنة الأولمبية البريطانية (الإنجليزية)